# 나는 죽기 싫다
"나는 죽기 싫다"는 한국에서 제작된 김묵 감독의 1965년 영화이다. 강신성일 등이 주연으로 출연하였고 홍의선 등이 제작에 참여하였다.

## 출연

### 주연
- 강신성일
- 태현실
- 이대엽

## 기타
- 조명: 이기섭
- 미술: 박석인